# 불암산역
불암산역(Buramsan Station, 佛巖山驛)은 대한민국 서울특별시 노원구 상계동에 있는 수도권 전철 4호선의 전철역이다. 진접선의 개통 이전 1993년 4월부터 2022년 3월까지 4호선의 종착역 역할을 수행했다. 2025년 4월까지 역명은 “당고개역”이었으며, 2025년 현재도 불암산역에 대해 당고개역으로 안내하기도 하는 등 두 역명이 혼용되어 쓰이고 있다.이 역부터 창동역까지 지상 구간이다.

## 역사
- 1993년 4월 21일: 서울 지하철 4호선 상계~당고개 구간 연장 개통과 함께 종착역으로 영업 개시
- 2014년 12월 10일: 수도권 전철 4호선 진접선 당고개~진접 구간 착공
- 2022년 3월 19일: 수도권 전철 4호선 진접선 당고개~진접 구간 연장 개통과 함께 중간역이 됨
- 2025년 4월: 당고개역(당고개驛)에서 불암산역(佛巖山驛)으로 역명 변경

## 역명 유래
이전 역명인 당고개역(당고개驛)은 예부터 산짐승들이 많아 나그네들이 돌을 들고 넘었다는 의미인 당고개에서 유래되었으며, 불암산역(佛巖山驛)은 근처에 있는 산인 불암산의 이름을 따 지었다.

## 개요
심야에 수도권 전철 4호선 2편성이 주박한다.

## 역 구조
개찰구, 역무실은 지상 2층에 있고, 승강장은 지상 3층에 있다. 불암산~진접 구간 연장 개통 전까지는 이 역 진입 전에 건넘선이 존재했다. 과거엔 반대편 승강장 횡단이 가능했으나, 현재는 양쪽 승강장의 운임구역이 분리돼 있어 개찰을 거치지 않고는 왕래할 수 없다. 출입구는 6개다.

### 승강장
2면 2선의 곡선 상대식 승강장을 갖춘 고가역이며, 반밀폐형 스크린도어가 설치돼 있다.
| 별내별가람 ↑ |
| \| 상        |
| ↓ 상계       |

| 상행 | ● 수도권 전철 4호선 | 당역 종착 · 별내별가람·오남·진접(경복대학) 방면 |
| 하행 | ● 수도권 전철 4호선 | 상계·노원·창동·명동·이촌·금정·오이도 방면       |

## 역 주변
- 수락산
- 삼락시장
- 상계3동우체국
- 상계종합사회복지관
- 수락산당고개지구공원
- 서울신상계초등학교
- 상계4동치안센터
- 상계3·4주민센터
- 예비군훈련장

## 이용객 변동
| 노선  | 노선    | 일평균 인원수 (명/일) | 일평균 인원수 (명/일) | 일평균 인원수 (명/일) | 일평균 인원수 (명/일) | 일평균 인원수 (명/일) | 일평균 인원수 (명/일) | 일평균 인원수 (명/일) | 일평균 인원수 (명/일) | 일평균 인원수 (명/일) | 일평균 인원수 (명/일) | 각주  |
| 노선  | 노선    | 2000년                | 2001년                | 2002년                | 2003년                | 2004년                | 2005년                | 2006년                | 2007년                | 2008년                | 2009년                | 각주  |
| ----- | ------- | --------------------- | --------------------- | --------------------- | --------------------- | --------------------- | --------------------- | --------------------- | --------------------- | --------------------- | --------------------- | ----- |
| 4호선 | 승차    | 11,380                | 11,945                | 12,410                | 12,579                | 13,085                | 12,785                | 12,827                | 12,901                | 13,244                | 13,091                | [ 2 ] |
| 4호선 | 하차    | 10,341                | 10,724                | 11,486                | 11,713                | 12,224                | 11,943                | 11,874                | 11,835                | 12,268                | 12,149                | [ 2 ] |
| 4호선 | 승·하차 | 21,721                | 22,669                | 23,896                | 24,292                | 25,309                | 24,728                | 24,701                | 24,735                | 25,513                | 25,241                | [ 2 ] |
| 노선  | 노선    | 2010년                | 2011년                | 2012년                | 2013년                | 2014년                | 2015년                | 2016년                | 2017년                | 2018년                |                       | [ 2 ] |
| 4호선 | 승차    | 13,156                | 13,038                | 13,013                | 13,568                | 14,132                | 14,203                | 14,126                | 13,649                | 13,230                |                       | [ 2 ] |
| 4호선 | 하차    | 12,228                | 12,068                | 12,041                | 12,691                | 13,282                | 13,392                | 13,309                | 12,912                | 12,537                |                       | [ 2 ] |
| 4호선 | 승·하차 | 25,384                | 25,106                | 25,054                | 26,259                | 27,414                | 27,595                | 27,435                | 26,561                | 25,767                |                       | [ 2 ] |

## 인접한 역
| 서울 지하철 4호선        | 서울 지하철 4호선   | 서울 지하철 4호선    |
| ------------------------ | ------------------- | -------------------- |
| 408 별내별가람 진접 방면 | ● 수도권 전철 4호선 | 410 상계 오이도 방면 |